# Kinnear's Mills
Kinnear's Mills est une municipalité située dans la municipalité régionale de comté des Appalaches au Québec (Canada), situé dans la région administrative de Chaudière-Appalaches.

## Histoire
Le village tire son nom d'un moulin implanté par James Kinnear. Il a été détruit en juin 1952 par une crue subite.

### Chronologie
- 1er juillet 1845 : Érection du township de Leeds
- 1er septembre 1847 : Fusion de plusieurs entités municipales dont Leeds pour l'érection du comté de Mégantic.
- 1er juillet 1855 : Division du comté de Mégantic en plusieurs entités municipales dont Leeds.
- 22 septembre 1945 : Érection de la municipalité
- 30 octobre 1980 : Le canton de Leeds devient la municipalité de Kinnear's-Mills.
- 30 août 1986 : La municipalité de Kinnear's-Mills devient la municipalité de Kinnear's Mills (?)

## Tourisme
Kinnear's Mills est connue pour ses magnifiques paysages et ses quatre églises situées à la même intersection en plein cœur du village.
La municipalité est traversée par la Route 216 qui est sur l'ancien tracé du Chemin Craig.
Héritage Kinnear's Mills est une société créée par la ville qui vise la mise en valeur du site historique et du patrimoine culturel de Kinnear's Mills. Elle parvient à cette mission en offrant différentes visites guidées et animées par des guides en costumes du XIXe siècle. Ces visites sont également accompagnées d'activités culturelles, et ce, durant toute la saison estivale.

## Géographie
La Rivière Osgood, dont le crénon est le lac à Thom, coule du sud-est vers le nord de la municipalité.

## Démographie
| 1996 | 2001 | 2006 | 2011 | 2016 | 2021 |
| ---- | ---- | ---- | ---- | ---- | ---- |
| 358  | 366  | 333  | 369  | 350  | 397  |

## Administration
Les élections municipales se font en bloc pour le maire et les six conseillers.
| Kinnear's Mills Maires depuis 2001                                                                                   |                |         |          |
| Élection | Maire          | Qualité | Résultat |
| 2001 | Marquis Bédard |         | Voir     |
| 2005 | Marquis Bédard | Voir    |          |
| 2009 | Paul Vachon    |         | Voir     |
| 2013 | Paul Vachon    | Voir    |          |
| 2017 | Paul Vachon    | Voir    |          |
| 2021 | Marquis Bédard |         |          |
| Élection partielle en italique Depuis 2005, les élections sont simultanées dans toutes les municipalités québécoises |                |         |          |

## Patrimoine

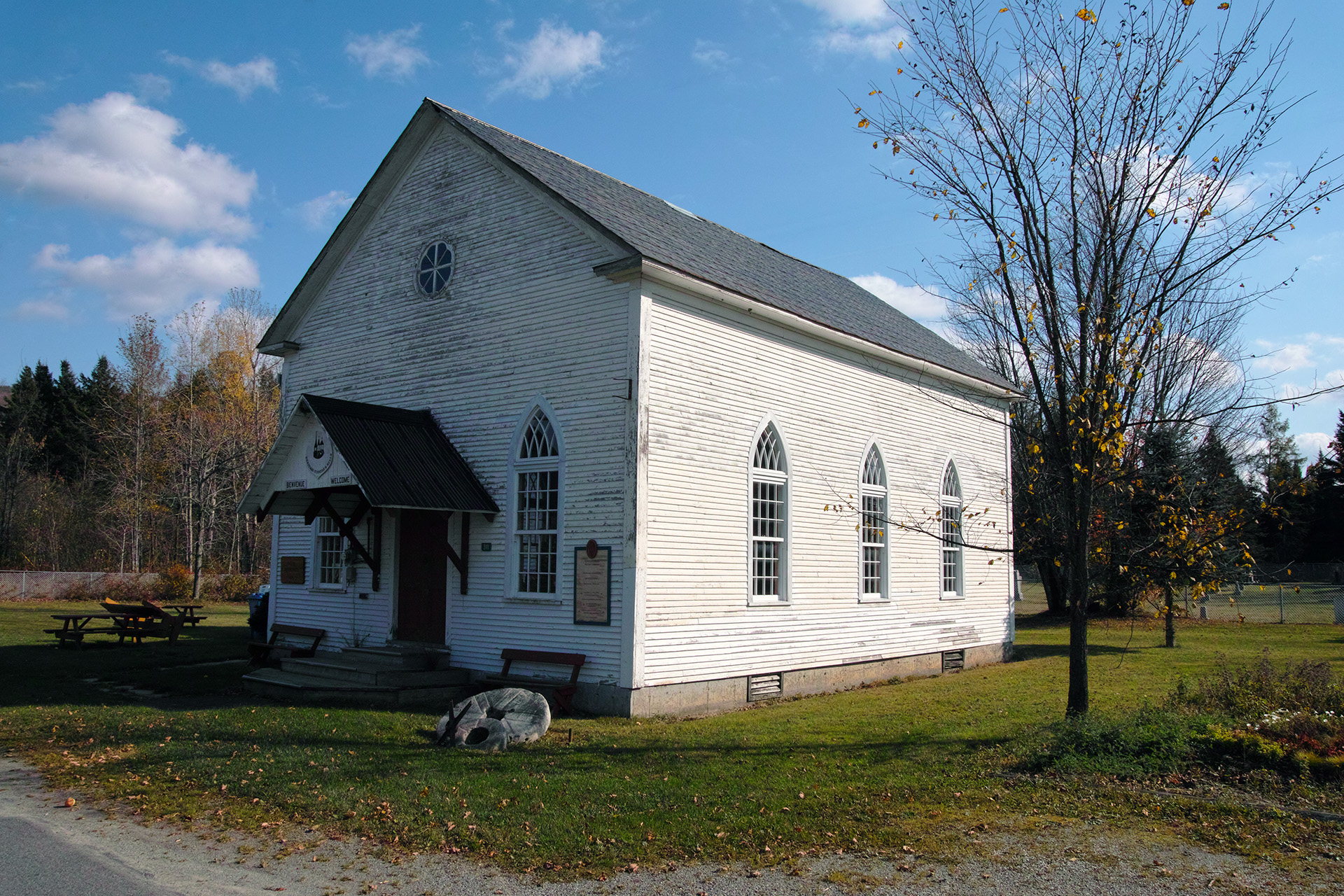
L'ancienne église méthodiste de Kinnear's Mills

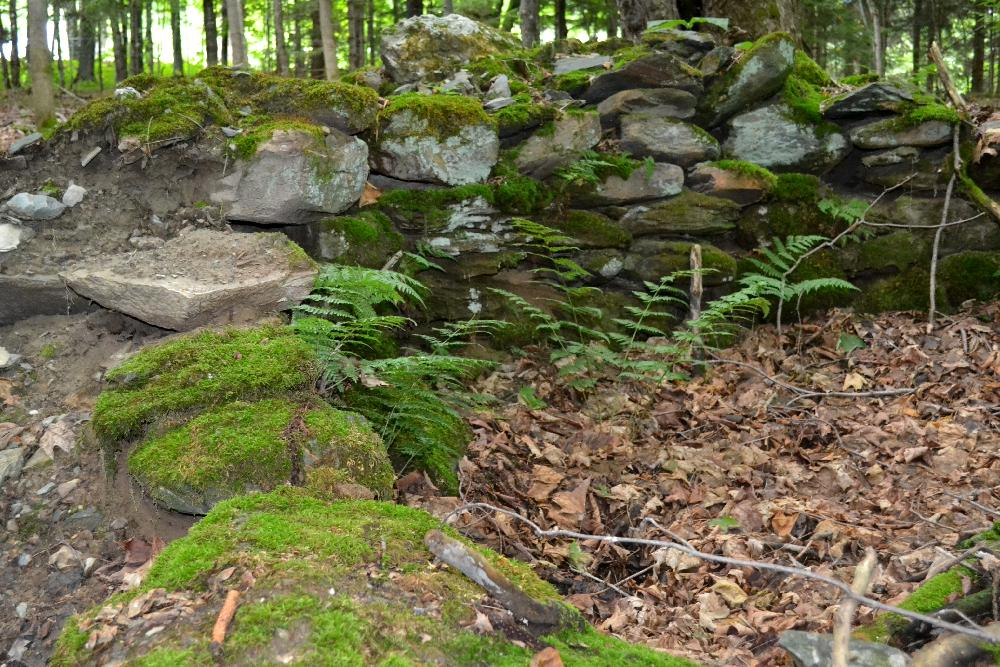
Vestige d'un des deux fours à potasse

Le site patrimonial des Églises-de-Kinnear's Mills est classé par le ministère de la Culture et des Communications depuis le 19 octobre 2012. Il est composé de quatre lieux de culte bâtis à l'intersection de la rue des Fondateurs et de la rue des Églises : 
- L'église presbytérienne Candlish United a été érigée en 1873[8],[9]. Son cimetière est inclus dans le site patrimonial[10]. On y retrouve la sépulture de James Kinnear[11] ;
- L'ancienne église méthodiste a été érigée vers 1876[12] ;
- L'église anglicane Saint-Mark a été érigée entre 1897 et 1899[13],[14]. Son cimetière est inclus dans le site patrimonial[15] ;
- L'église catholique de Sainte-Catherine-Labouré a été érigée entre 1950 et 1951[16] selon les plans de l'architecte Jean-Berchmans Gagnon[17].

Selon des fouilles archéologiques effectuées en 2018, les fondations de la première chapelle et du premier presbytère catholiques auraient été posées vers 1824-1825. Une croix de chemin se trouve à l'intersection du 4e Rang et du 5e Rang.
Sur le plan du patrimoine industriel, les vestiges de deux fours à potasse subsistent près de la route Eager. Ils témoignent du commerce des cendres, une activité commerciale importante durant les décennies 1820 et 1830. Plusieurs granges construites au tournant du XXe siècle sont inventoriées dans le Répertoire du patrimoine culturel du Québec,,,,.
Sur le plan de l'architecture résidentielle, des maisons bâties au XIXe siècle se trouvent sur le rang Allan,,, et le 13e Rang,. Située sur le rang Guy, la maison au numéro 110 a été construite vers 1840 ; il s'agit de la plus vieille maison sur le territoire de la municipalité.
Depuis le 1er février 2015, la municipalité possède un plan stratégique en patrimoine.